# George W. Morey
George Washington Morey (* 9. Januar 1888 in Minneapolis, Minnesota; † 3. Oktober 1965 in Bethesda, Maryland) war ein US-amerikanischer Chemiker (Geochemie, Physikalische Chemie), Mineraloge und Petrologe.

## Leben
Morey studierte Chemie an der University of Minnesota mit dem Bachelor-Abschluss 1909 und war 1912 bis zum Ruhestand 1953 Mitglied des Geophysical Laboratory der Carnegie Institution in Washington, D.C. 1953 war er Acting Director des Labors, bevor Philip H. Abelson ihn ablöste.
Er befasste sich mit experimentellen Untersuchungen zu Phasengleichgewichten und Thermodynamik von Silikatschmelzen mit volatilen Komponenten. Er veröffentlichte 1917 mit Fenner eine Arbeit über die Druckentwicklung in Magmen bei Kristallisation und 1925 mit Norman L. Bowen über Glasschmelzen. Dadurch wurde er Experte für Glas und leitete im Zweiten Weltkrieg die Arbeit des Labors an optischen Gläsern für das Militär.
1948 erhielt er die erste Arthur L. Day Medal, 1959 die Howard N. Potts Medal (für optisches Glas von hohem Brechungsindex und geringer Dispersion) und er erhielt den Hillebrand Prize der Chemical Society of Washington (deren Präsident er einmal war). Er war Fellow der Geological Society of America, der British Society of Glass Technology und der American Ceramic Society, die einen George W. Morey Award für Glastechnologie vergibt.

## Schriften
- A comparison of the heating-curve and quenching methods of melting-point determinations, Journal of the Washington Academy of Sciences, Band 13, 1923, S. 326–329
- The Properties of Glass, American Chemical Society Monograph Series, Reinhold, New York, 1938.
- mit C. N. Fenner: The ternary system H2O-K2SiO3-SiO2, Journal of the American Chemical Society, Band 40, 1917, S. 49–59
- mit N. L. Bowen: The melting relations of the soda-lime-silica glasses, Transactions of the Society of Glass Technology, Band 9, 1925, S. 226–264